# Фабьяньский, Станислав
Станислав Фабьяньский (пол. Stanislaw Poraj Fabijanski ; 1865, Париж — 1947, Краков) — польский художник, иллюстратор, создатель плакатов; известен как «деликатный и поэтичный» мастер акварели.

## Биография
Станислав Фабьяньский родился в Париже в 1865 году в семье художника Эразма Рудольфа Фабьяньского (Фабьяньски). Станислав начал заниматься искусством (первоначально скульптурой, а затем и живописью) во Львове, под руководством Леонардо Маркони. В 1883—1888 годах Фабьяньский учился в Краковской академии изобразительных искусств, под руководством, в том числе, Владислава Лущкевича, Флориана Синки, Леопольда Лёффлера и Яна Матека. В 1888 году Фабьяньский переехал в Мюнхен, где учился у Александра Вагнера — в Академии изящных искусств. После этого он отправился в Италию и Францию, а после возвращения в Польшу снова проживал в Кракове.

## Работы
Фабьяньский создал многочисленные работы с архитектурными видами городов — в основном, с видами Кракова. По заказу французского маршала Фоша художник в 1923 году написал «Вид на Барбикан» и «Флорианские ворота». В конце XX века в частных коллекциях в Нью-Йорке были представлены три вида Кракова, созданные им: вид на церковь Корпус-Кристи (1912), вид на церковь Святой Варвары (1912), а также вид на церковь Святой Варвары в регионе Ogrojec, выполненный маслом. Станислав Фабьяньский известен как «деликатный и поэтичный» мастер акварели, способный «воскресить серебристый цвет сумерек».